# Liste du patrimoine culturel immatériel de l'humanité en Allemagne
Cet article recense les pratiques inscrites au patrimoine culturel immatériel en Allemagne.

## Statistiques
L'Allemagne a ratifié la convention pour la sauvegarde du patrimoine culturel immatériel le 10 avril 2013. La première pratique protégée est inscrite en 2016.
En 2023, l'Allemagne compte 10 éléments inscrits au patrimoine culturel immatériel, 9 sur la liste représentative et 1 au registre des meilleures pratiques de sauvegarde.

## Listes

### Liste représentative
Les éléments suivants sont inscrits sur la liste représentative du patrimoine culturel immatériel de l'humanité :
| Élément | Type | Subdivision | Année | Lien  | Notes | Illus. |
| --- | --- | ----------- | ----- | ----- | --- | ------ |
| La fauconnerie, un patrimoine humain vivant                                                                       | connaissances et pratiques concernant la nature et l’univers                                                                                |             | 2016  | 01708 | Partagé avec l'Arabie saoudite, l'Autriche, la Belgique, la Corée du Sud, la Croatie, les Émirats arabes unis, l'Espagne, la France, la Hongrie, l'Irlande, l'Italie, le Kazakhstan, le Kirghizistan, le Maroc, la Mongolie, le Pakistan, les Pays-Bas, la Pologne, le Portugal, le Qatar, la Syrie et la Tchéquie |        |
| L'idée et la pratique d’intérêts communs organisés en coopératives                                                | pratiques sociales, rituels et événements festifs                                                                                           |             | 2016  | 01200 | |        |
| La fabrication des orgues et leur musique                                                                         | savoir-faire liés à l’artisanat traditionnel arts du spectacle                                                                              |             | 2017  | 01277 | |        |
| Le Blaudruck/Modrotisk/ Kékfestés/Modrotlač, impression de réserves à la planche et teinture à l'indigo en Europe | savoir-faire liés à l'artisanat traditionnel                                                                                                |             | 2018  | 01365 | Partagé avec l'Autriche, la Hongrie, la Slovaquie et la Tchéquie |        |
| La pratique de la danse moderne en Allemagne                                                                      | arts du spectacle |             | 2022  | 01858 | |        |
| Le radelage | traditions et expressions orales connaissances et pratiques concernant la nature et l'univers savoir-faire liés à l'artisanat traditionnel. |             | 2022  | 01866 | Partagé avec l'Autriche, l'Espagne, la Lettonie, la Pologne et la Tchéquie |        |
| Connaissances, techniques et savoir-faire du verre artisanal                                                      | savoir-faire liés à l'artisanat traditionnel                                                                                                |             | 2023  | 01961 | Partagé avec l'Espagne, la Finlande, la France, la Hongrie et la Tchéquie |        |
| L'irrigation traditionnelle : connaissance, technique et organisation                                             | connaissances et pratiques concernant la nature et l'univers savoir-faire liés à l'artisanat traditionnel                                   |             | 2023  | 01979 | Partagé avec l'Autriche, la Belgique, l'Italie, le Luxembourg, les Pays-Bas et la Suisse |        |
| La maïeutique : connaissances, savoir-faire et pratiques                                                          | connaissances et pratiques concernant la nature et l'univers                                                                                |             | 2023  | 01968 | Partagé avec Chypre, la Colombie, le Kirghizistan, le Luxembourg, le Nigeria, la Slovénie et le Togo |        |

### Patrimoine immatériel nécessitant une sauvegarde urgente
L'Allemagne ne compte aucun élément listé sur la liste du patrimoine immatériel nécessitant une sauvegarde urgente.

### Registre des meilleures pratiques de sauvegarde
L'Allemagne compte une pratique listée au registre des meilleures pratiques de sauvegarde :
| Élément | Type                                         | Subdivision | Année | Lien  | Notes                                                       | Illus. |
| --- | -------------------------------------------- | ----------- | ----- | ----- | ----------------------------------------------------------- | ------ |
| Les techniques artisanales et les pratiques coutumières des ateliers de cathédrales, ou "Bauhütten", en Europe, savoir-faire, transmission, développement des savoirs, innovation | savoir-faire liés à l’artisanat traditionnel |             | 2020  | 01558 | partagé avec l'Autriche, la France, la Norvège et la Suisse |        |